# Donzy-le-National
Pour les articles homonymes, voir Donzy (homonymie).
Donzy-le-National est une ancienne commune française située dans le département de Saône-et-Loire, en région Bourgogne-Franche-Comté.
Le 1er janvier 2017, elle fusionne avec La Vineuse, Massy et Vitry-lès-Cluny pour former la commune nouvelle de La Vineuse sur Fregande.

## Géographie
Donzy-le-National est située à 8 km de Cluny.

## Histoire
En 1775, un loup enragé mord une douzaine de personnes dans différents hameaux de la paroisse. Quelques-unes sont défigurées et toutes périront de la rage en dépit des soins prodigués par un médecin, le docteur Blais, qui avait réuni les malades dans une maison de Cluny transformée en hôpital.
Sous la Révolution française, la commune, alors nommée Donzy-le-Royal, porta provisoirement le nom de Donzy-le-National puis reprit son nom antérieur. C'est en 1890 que la commune adopta le nom révolutionnaire qu'elle porte aujourd'hui. Un nom que la commune porte encore de nos jours, à l'instar de quatre autres communes du département de Saône-et-Loire qui, comme Donzy-le-National, ont conservé leur nom révolutionnaire.

## Politique et administration

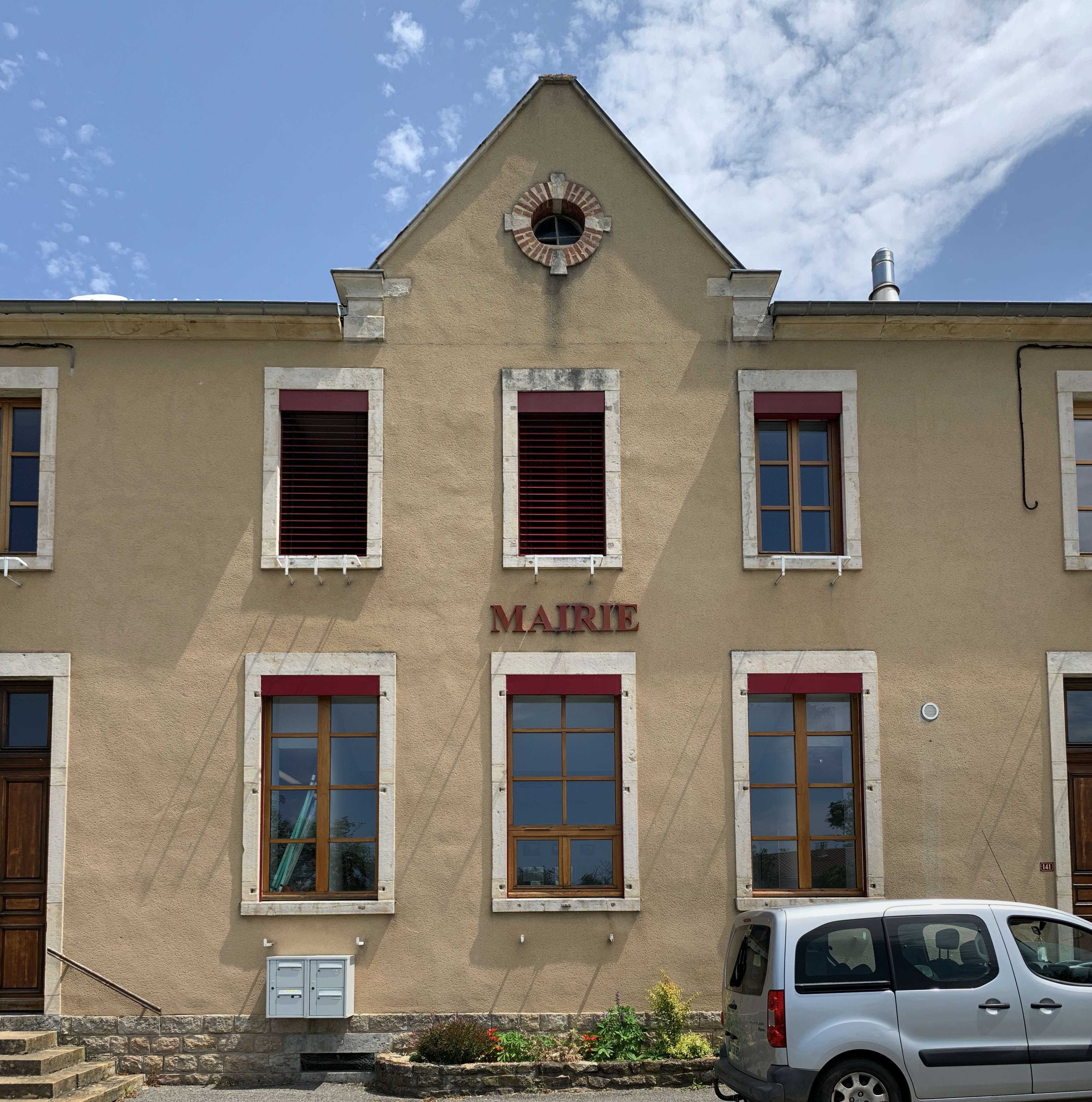
Mairie.

| Période                                  | Période          | Identité         | Étiquette | Qualité |
| ---------------------------------------- | ---------------- | ---------------- | --------- | ------- |
| avant 1988                               | 1989             | François Saillet |           |         |
| 1989                                     | ?                | Jean Lapalus     |           |         |
| mars 2001                                | 31 décembre 2016 | Denise Delhomme  |           |         |
| Les données manquantes sont à compléter. |                  |                  |           |         |

### Élections
À l'occasion des élections régionales de 2015, la commune a placé les deux listes écologistes en tête des suffrages, se distinguant en cela des résultats électoraux départementaux et régionaux.

## Démographie
L'évolution du nombre d'habitants est connue à travers les recensements de la population effectués dans la commune depuis 1793. À partir du 1er janvier 2009, les populations légales des communes sont publiées annuellement dans le cadre d'un recensement qui repose désormais sur une collecte d'information annuelle, concernant successivement tous les territoires communaux au cours d'une période de cinq ans. 
Pour les communes de moins de 10 000 habitants, une enquête de recensement portant sur toute la population est réalisée tous les cinq ans, les populations légales des années intermédiaires étant quant à elles estimées par interpolation ou extrapolation. Pour la commune, le premier recensement exhaustif entrant dans le cadre du nouveau dispositif a été réalisé en 2007,.
En 2014, la commune comptait 200 habitants, en évolution de +7,53 % par rapport à 2009 (Saône-et-Loire : +0,19 %, France hors Mayotte : +2,49 %).
| 1793 | 1800 | 1806 | 1821 | 1831 | 1836 | 1841 | 1846 | 1851 |
| ---- | ---- | ---- | ---- | ---- | ---- | ---- | ---- | ---- |
| 724  | 664  | 816  | 877  | 926  | 866  | 920  | 875  | 900  |

| 1856 | 1861 | 1866 | 1872 | 1876 | 1881 | 1886 | 1891 | 1896 |
| ---- | ---- | ---- | ---- | ---- | ---- | ---- | ---- | ---- |
| 896  | 834  | 804  | 718  | 710  | 762  | 741  | 701  | 675  |

| 1901 | 1906 | 1911 | 1921 | 1926 | 1931 | 1936 | 1946 | 1954 |
| ---- | ---- | ---- | ---- | ---- | ---- | ---- | ---- | ---- |
| 635  | 575  | 511  | 434  | 382  | 360  | 335  | 290  | 240  |

| 1962 | 1968 | 1975 | 1982 | 1990 | 1999 | 2007 | 2011 | 2014 |
| ---- | ---- | ---- | ---- | ---- | ---- | ---- | ---- | ---- |
| 215  | 184  | 178  | 154  | 166  | 195  | 184  | 195  | 200  |

## Culture et patrimoine

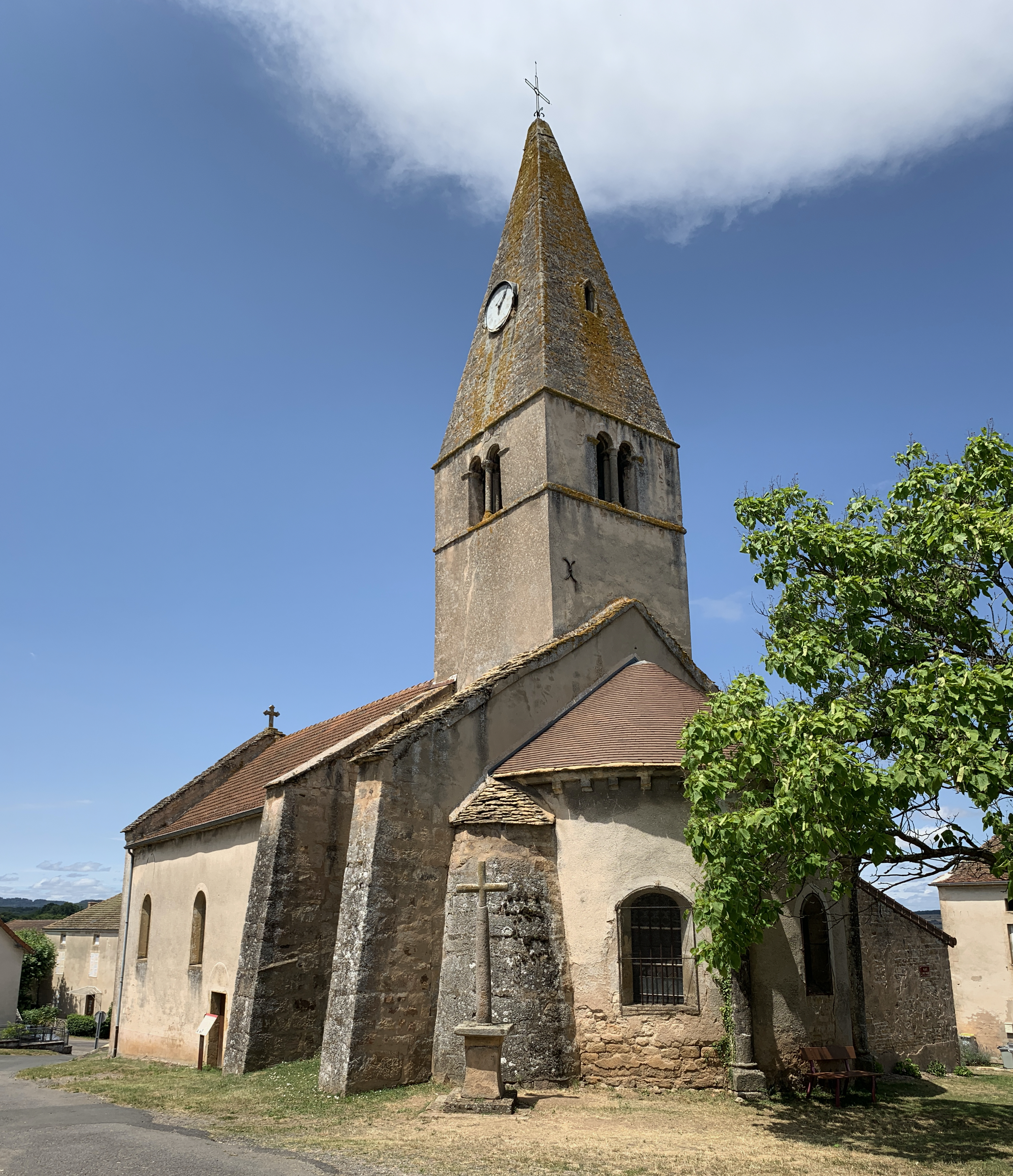
Église Sainte-Marie-Madeleine.

### Lieux et monuments
- Église Sainte Marie Madeleine, de style roman.

### Vie culturelle et associative
La commune héberge de nombreuses associations. La salle communale permet des cours d'aikido et de théâtre. En plus de son activité autour du prêt de livre, la bibliothèque municipale organise des expositions. Le bar Le Donzy, situé dans le bourg, propose occasionnellement des concerts. Des associations organisent ou ont organisé des évènements culturels réguliers :
- Festival "Ciné Pause" : festival de cinéma fondé en 1990 ayant lieu fin juillet / début août pendant 5 jours (du mercredi au dimanche) à la programmation très éclectique (devise : "Le grand cinéma dans un petit village")[9].
- Le Pré Malin : festival d'art vivant bisannuel qui a connu seulement 2 éditions (une 1ère edition en septembre 2016 sur une seule journée et une 2nde edition en septembre 2018) du fait d'un bilan financier 2018 mitigé (malgré un bilan de fréquentation positif avec 980 entrées sur 2 jours)[10].